# Ваберн-бай-Берн
Ваберн-бай-Берн (нем. Wabern bei Bern) — населённый пункт в Швейцарии, в кантоне Берн. 
Входит в состав округа Берн-Миттельланд. Находится в составе коммуны Кёниц. Население составляет 6659 человек (на 2006 год).